# 總參謀部大樓 (敘利亞)
總參謀部大樓（羅馬化：Hay'at al-Arkan）是敘利亞武裝部隊總參謀部指揮大樓，亦為敘利亞國防部總部所在地，位於大馬士革市中心的倭馬亞廣場，是總參謀長的主要辦公處所。
2012年9月26日，該建築曾遭兩次爆炸襲擊，部分區域據報被引燃。
2025年7月16日，以色列空軍以安全考慮為由，空襲位於大馬士革的總部入口，稱此舉基於對2025年7月敘利亞南部衝突期間敘利亞軍隊向蘇韋達部署以恢復秩序的安全疑慮。其後更猛烈的空襲針對整個敘利亞軍事總部建築群，對主樓造成嚴重破壞。敘利亞衛生部表示，襲擊導致至少3人死亡、34人受傷。